# Potamilla antarctica
Potamilla antarctica är en ringmaskart som först beskrevs av Johan Gustaf Hjalmar Kinberg 1866.  Potamilla antarctica ingår i släktet Potamilla och familjen Sabellidae.

## Underarter
Arten delas in i följande underarter:
- P. a. christenseni
- P. a. decorata